# Heinrich Leinweber
Pour les articles homonymes, voir Leinweber.
Heinrich Leinweber, né le 26 avril 1836 à Fulda et mort le 11 février 1908 à Düsseldorf, est un peintre prussien.

## Biographie
Né le 26 avril 1836 à Fulda, Heinrich Leinweber est élève aux académies des beaux-arts de Cassel, de Munich et d'Anvers. Il expose à Berlin à partir de 1868 et est connu pour sa peinture Premiers pas.
Il meurt le 11 février 1908 à Düsseldorf.